# Landesstatthalter
Der Landesstatthalter oder die Landesstatthalterin ist Stellvertreter bzw. Stellvertreterin des Landeshauptmannes von Vorarlberg und Mitglied der Vorarlberger Landesregierung. Seit der Angelobung der  Landesregierung Wallner IV am 6. November 2024 bekleidet dieses Amt Christof Bitschi (FPÖ).
Historisch wurden zur Zeit des autoritären Ständestaats in allen Bundesländern die Stellvertreter der Landeshauptmänner Landesstatthalter genannt.

## Wahl
Wie der Landeshauptmann und die übrigen Mitglieder der Landesregierung wird auch der Landesstatthalter vom Landtag gewählt, jedoch in einem separaten Wahlgang. Artikel 41. Absatz drei der Vorarlberger Landesverfassung bestimmt hierzu: „Die Landesregierung wird vom Landtag gewählt. Die Wahl des Landeshauptmannes und des Landesstatthalters erfolgt in je einem eigenen Wahlgang. In einem dritten Wahlgang erfolgt die Wahl der Landesräte.“

## Geschichte
Ursprünglich waren Statthalter kaiserliche Beamte, die vom Monarchen zur Verwaltung der Kronländer im zentralistischen Österreichischen Kaiserreich bestellt wurden. Nach dem Ende der Monarchie wurde die Zweigleisigkeit in der Verwaltung zwischen Statthalter und Landeshauptmann abgeschafft, der Posten des Statthalters gestrichen und dem Landeshauptmann ein Stellvertreter zur Seite gestellt. 
In Vorarlberg wurde hingegen der Titel des Landeshauptmannstellvertreters am 30. Juli 1923 durch den des Landesstatthalters ersetzt und bezeichnet bis heute den Landeshauptmannstellvertreter. Während der austrofaschistischen Diktatur unter den Bundeskanzlern Engelbert Dollfuß und Kurt Schuschnigg wurde mit der Maiverfassung das Amt des Statthalters bundesweit für den stellvertretenden Landeshauptmann eingeführt.
Nach Wiederherstellung der Republik Österreich nach 1945 kehrten alle Bundesländer bis auf Vorarlberg zur ursprünglichen Bezeichnung Landeshauptmannstellvertreter zurück.

## Aufgaben
Wie der Landeshauptmannstellvertreter in den anderen Bundesländern ist der Landesstatthalter in Vorarlberg zur Vertretung des Landeshauptmannes in seinem gesamten Geschäftsbereich berufen. Artikel 43 Absatz eins bestimmt: 
 „Bei Verhinderung des Landeshauptmannes gehen die ihm zustehenden Rechte und Pflichten, soweit verfassungsgesetzlich nichts anderes bestimmt ist, auf den Landesstatthalter über.“
Der Statthalter ist gleichzeitig Landesrat mit eigenem Ressort. Seit 1945 wurde das Amt meist von ÖVP-Funktionären bekleidet, nur in den Legislaturperiode des Vorarlberger Landtages zwischen 1999 und 2004 und wieder seit 2024 stellt die FPÖ den Statthalter.

## Vertretung
Ist der Statthalter seinerseits verhindert, sieht Artikel 43 Absatz zwei der Vorarlberger Landesverfassung vor, dass „seine Aufgaben, einschließlich jener aus einer allfälligen Vertretung des Landeshauptmannes, von dem von der Landesregierung hierfür bestimmten Regierungsmitglied besorgt“ werden.